# Letterbox

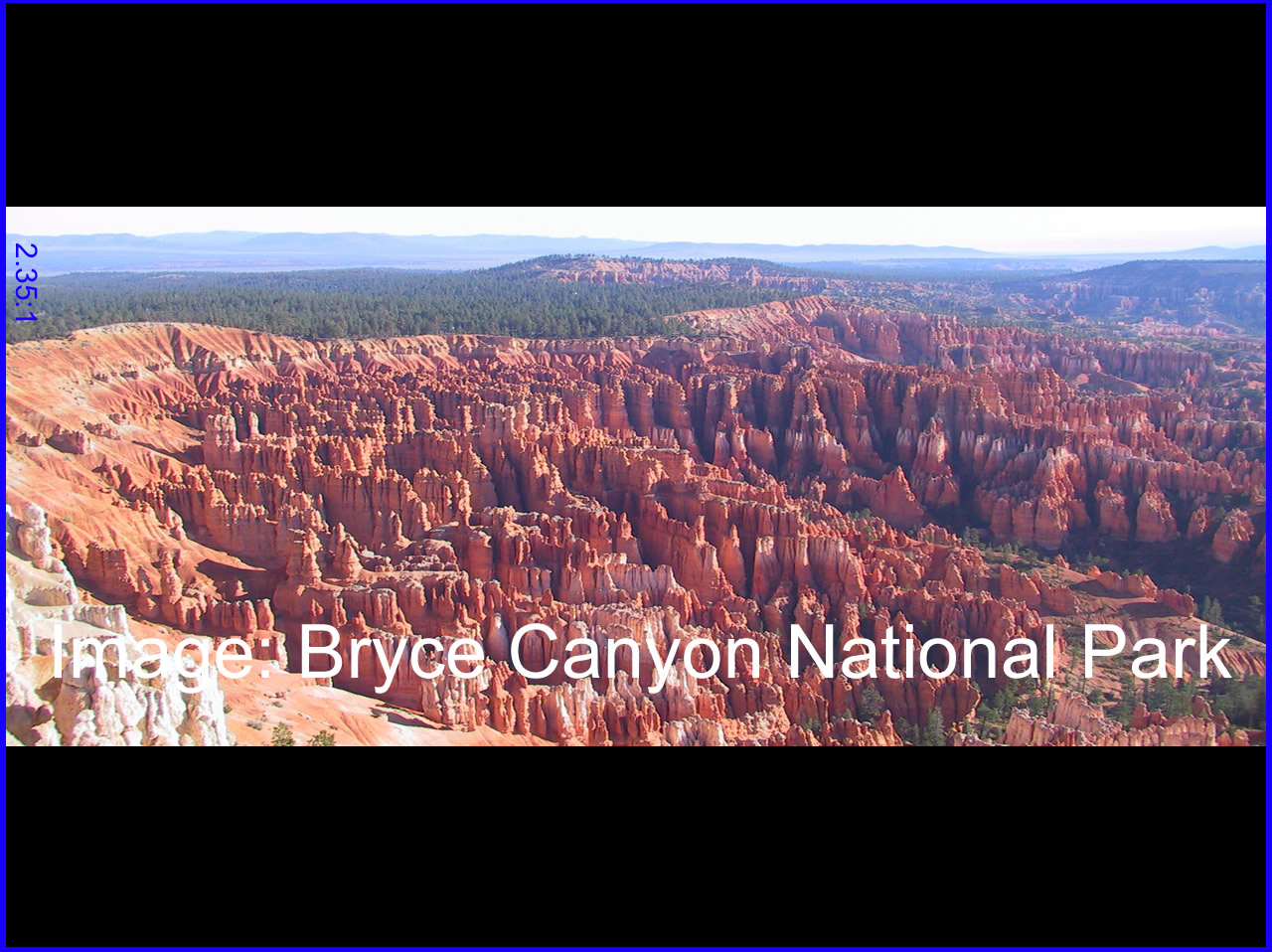
Letterbox.

Letterbox är när en widescreenfilm visas på en yta som inte är widescreen. Resultatet blir då två svarta kanter uppe och nere i bilden. Detta format används oftast på biografer. 